# 나카야마 에미리
나카야마 에미리(일본어: 中山 エミリ, 1978년 10월 8일 ~ )는 일본의 배우이다.

## 출연 작품
- 배쉬먼트 (2005)
- 도쿄 드래곤 (1997)
- 두근두근 메모리얼 (1997)
- 소년탐정 김전일 - TV시리즈 2 (1996)
- 킨다이치 소년의 사건부 1 (1995)